# Principauté épiscopale de Constance
1155–1803
Entités précédentes :
- Duché de Souabe

Entités suivantes :
- Électorat de Bade

La principauté épiscopale de Constance (en allemand : Fürstbistum Konstanz) ou l'évêché de Constance (Hochstift Konstanz) fut un État du Saint-Empire romain germanique. Les évêques qui relevaient du duché de Souabe, obtinrent l'immédiateté impériale comme seigneurs temporels  de la principauté épiscopale (Hochstift) des mains de l'empereur Frédéric Barberousse en 1155. Leur siège était la cathédrale Notre-Dame de Constance puis le château de Meersburg.
Les frontières de la principauté et de l'ancien diocèse fondé vers l'an 585 ne coïncidaient pas. Dans le périmètre du vaste diocèse, suffragant de la province ecclésiastique de Mayence, l'autorité spirituelle de l’évêque s’étendait sur une plus grande partie de la Souabe, du Haut-Danube jusqu'au massif du Saint-Gothard dans le sud. Le territoire de la principauté, au contraire, était non seulement de petite taille, mais aussi hautement fragmenté.
L’évêché fut sécularisé en 1803 et rattaché à l'électorat de Bade. Le diocèse a été dissous en 1821 en faveur de l'archidiocèse de Fribourg-en-Brisgau et du diocèse de Rottenburg ; les territoires suisses devaient passer sous l'autorité des diocèses de Coire et de Bâle.

## Territoire
La principauté épiscopale s'étendait sur les rives du lac de Constance et le long du Haut-Rhin. Vers l'an 1500, le territoire se compose d'une multitude de petits domaines :
- dans le comté de Heiligenberg (Linzgau)
  - le bailliage de Meersburg
  - le bailliage de Markdorf
  - le bailliage d'Ittendorf-Ahausen
- dans le comté de Nellenburg (Hegau)
  - le château de Homburg à Stahringen
  - la seigneurie de Rosenegg
  - le bailliage de Bohlingen-Gaienhofen
  - le bailliage d'Öhningen
  - le bailliage de Reichenau
- dans la Confédération suisse
  - dans le landgraviat de Thurgovie
    - le bailliage d'Arbon
    - le bailliage de Bischofszell
    - le bailliage de Güttingen
    - le bailliage de Gottlieben
    - les fiefs de Hauptwil, Zihlschlacht, Oetlishausen et Oberaach
    - les fiefs du chapitre de la cathédrale : Langrickenbach, Liebburg, Andwil, Wigoltingen et Pfyn
    - les territories suisses du bailliage de Reichenau (Triboltingen, Ermatingen, Mannenbach, Fruthwilen, Berlingen, Steckborn)
    - les domaines du bailliage de Frauenfeld (Müllheim, Eschikofen, Langenerchingen, Mettendorf, Lustdorf)

  - dans le comté de Baden (Argovie)
    - le bailliage de Kaiserstuhl
    - le bailliage de Klingnau
    - le bailliage de Zurzach

## Liste des évêques
- 1. Bubulcus (d. 534)
- 2. Cromatius (d. 552)
- 3. Maximus (premier évêque de la réinstallation de l’archevêché, fl. 590)
- 18. Audoin (d. 736)
- 22. Jean II (760–782)
- 24. Salomon Ier (835–871)
- 26. Gebhard I von Wetterau, von Tegerfelden (873–875)
- 27. Salomon II (875–889)
- 28. Salomon III (890–919)
- 30. Conrad Ier (935–975)
- 28. Gaminolf (975–979)
- 29. Saint-Gebhard (979–995)
- 30. Lambert (995–1018)
- 47. Rudhart (1018–1022)
- 48. Heimo (1022–1026)
- 49. Warmann (Warmund) von Dillingen (1026–1034)
- 50. Eberhard von Kyburg-Dillingen (1034–1046)
- 51. Theoderich (1047–1051)
- 52, Rumold von Bonstetten (1051–1061)
- 53. Karl (Karlmann) (1070–1071)
- 54. Otto von Lierheim (1071–1080)
- 55. Bertolf (1080–1084)
- 56. Gebhard III (1084–1110)
- 57. Ulrich Ier von Dillingen (1111–1127)
- 57. Ulrich von Castell (1127–1138)
- 58. Hermann von Arbon (1138–1165)
- 59. Otto von Habsburg (1165–1174)
- 60. Berthold von Bußnang (1174–1183)
- 61. Hermann von Friedingen (1183–1189)
- 62. Diethelm von Krenkingen (1190–1206)
- 63. Wernher von Staufen (1206–1209)
- 64. Konrad von Tegerfelden (1209–1233)
- 65. Heinrich von Tanne (1233–1248)
- 66. Eberhard II von Waldburd-Thann (1248–1274)
- 67. Rudolf von Habsburg-Laufenburg (1274–1293)
- 68. Henrich von Klingenberg (1293–1306)
- 69. Gerhard von Bevar ou Gérard de Belvoir, ancien prévot de Bligny à Autun(1307–1318)
- 70. Rudolf von Montfort (1322–1334)
- 71. Nikolaus de Kentzingen (1334–1344)
- 72. Ulrich Pfefferhardt (1345–1351)
- 73. Joahnn de Windek (1352–1356)
- 74. Heinrich von Brandis (1357–1383)
  - à partir de 1388, Heinrich Peyer (Bayler), administrateur apostolique
- 75. Marquard von Randeck (1398–1406)
- 76. Otto III de Hachberg (1410–1434)
- 77. Friedrich von Zollern (1434–1436)
- 78. Heinrich von Hewen (de)
- 79. Burkhard von Randegg (1463–1466)
- 80. Hermann von Breitenlandenberg (1466–1474)
- 81. Ludwig von Freiburg (1474–1479)
- 82. Otto von Sonnenberg (1480–1491)
- 83. Thomas Berlower (1491–1496)
- 84. Hugo von Hohenlandenberg (1496–1529; 1531/2)
- 85. Balthasar Merklin (1530–1531)
- 86. Johann von Lupfen (1532–1537)
- 87. Johann von Weeze (1537–1548)
- 88. Christoph Metzler (1549–1561)
- 89. Mark Sittich von Hohenems (1561–1589)
- 90. André d'Autriche (1589–1600)
- 91. Johann Georg von Hallwyl (1601–1604)
- 92. Jakob Fugger (1604–1626)
- 93. Werner von Praßberg (1626–1627)
- 94. Johann von Waldburg (1627–1639)
- 95. Franz Johann von Vogt von Altensumerau und Prasberg (1641–1645)
- 96. Johann Franz I. von Praßberg und Altensummerau (1645–1689)
- 97. Marquard Rudolf (1689–1704)
- 98. Johann Franz Schenk von Stauffenberg (1704–1740)
- 99. Damien de Schönborn-Buchheim (1740–1743)
- 100. Kasimir Anton von Sickingen (1743–1750)
- 101. Franz Konrad von Rodt (1750–1775)
- 102. Maximilian Christof von Rodt (1775–1799)
- 103. Charles-Théodore de Dalberg (1799–1817)
- (104.) Ignaz Heinrich von Wessenberg, élu en 1817 mais jamais reconnu par Pie VII; en 1821 l'archevêché est dissout.